# Ginogeneza
Ginogeneza, gynogeneza, pseudogamia – specyficzna odmiana partenogenezy spotykana u niektórych płazińców, nicieni, pierścienic, ryb i płazów polegająca na indukowaniu rozwoju jaja przez plemniki innego gatunku bez procesu kariogamii. Plemniki jednak nie wnikają do komórki jajowej. 
Karaś srebrzysty (Carassius gibelio) rozmnaża się jedynie wówczas, gdy jego tarło odbywa się jednocześnie z tarłem karpia (Cyprinus carpio) lub karasia pospolitego (Carassius carassius).
U roślin proces gynogenezy prowadzi do wytworzenie sporofitu z komórek gametofitu żeńskiego bez zapłodnienia. Powstałe rośliny są haploidalne.